# Урбан III
Урбан III (лат. Urbanus; бл.1120, Ломбардія — 20 жовтня 1187, Феррара, Емілія-Романья) — сто сімдесят перший папа Римський, понтифікат якого тривав з 25 листопада 1185 року до 20 жовтня 1187 року. 

## Життєпис
Походив з стародавнього лангобардського роду маркізів Крівеллі. Його батько, Ґвала Крівеллі (італ. Guala Crivelli), окрім нього мав ще четверо синів: П'єтро, Доменіко, Пасторе та Ґвалу. Зі сторони матері Умберто Крівеллі (в стародавніх документах його ім'я писали як Оберто або Ламберто) був дядьком майбутнього папи Целестина IV. 
Навчався у Болоньї. Спочатку був єпископом Верчеллі (1182–1185 рр.). Призначений кардиналом-дияконом Сан Лоренцо в Дамасо в 1182 році й архієпископом Мілана папою Луцієм III у 1185 році. Брав активну участь у суперечках з імператором Священної Римської Імперії Фрідріхом I Барбароссою щодо правил спадкування земель маркграфства Тосканського.

## Понтифікат
Навіть після обрання папою зберіг за собою престол архієпископа Міланського. Відмовився коронувати королем Італії сина Фрідріха I Барбаросси принца Генріха. Тоді Генріх разом з бунтівними патриціями Риму перетнув шляхи сполучення між Вероною, де тоді жив папа, та його прихильниками у Німеччині. Урбан III вирішив відлучити Фрідріха від церкви, однак мешканці Верони збунтувались, тому папа був змушений втекти до Феррари, де і помер.
Існує легенда, що він помер з горя, почувши про поразку хрестоносців у битві на Рогах Хаттіна.
Похований у Феррарі в кафедральному соборі Святого Джорджо.